# Mirrors
„Mirrors” este un cântec înregistrat de compozitorul și cântărețul american Justin Timberlake pentru al treilea lui album de studio, The 20/20 Experience (2013). Prima dată compus în 2009, piesa a fost inspirată de către bunicii lui Timberlake. Este o melodie new-age, tempo-pop și o baladă R&B care durează opt minute. Piesa este despre iubirea cuiva care își dă seama că este jumătatea lui. Timberlake a scris și produs cântecul împreună cu Timothy „Timbaland” Mosley și Jerome „J-Roc” Harmon, cu ajutorul lui James Fauntleroy.
„Mirrors” a fost lansat ca al doilea single de pe „The 20/20 Experience” în februarie 2013. A intrat în topuri din țări precum Australia, Bulgaria, Croația, Europa, Polonia, America de Sud și Regatul Unit, dar și în topul american Billboard Hot 100. Cântecul a fost primit de către criticii muzicali cu păreri pozitive după lansare, și a fost nominalizat pentru un premiu Grammy și Teen Choice Awards în 2013. Videoclipul muzical a fost lansat în martie 2013, și i-a adus lui Timberlake două premii MTV Video Music Awards.

## Versiuni
CD single
1. „Mirrors” – 8:05
2. „Suit & Tie” (feat. Jay Z) – 4:29

## Topuri
| Top (2013–14)                          | Poziție de top |
| -------------------------------------- | -------------- |
| Australia (ARIA)                       | 10             |
| Australia Urban (ARIA)                 | 1              |
| Austria (Ö3 Austria Top 40)            | 7              |
| Belgia (Ultratop 50 Flanders)          | 17             |
| Belgium (Ultratop Flanders Urban)      | 3              |
| Belgia (Ultratop 50 Wallonia)          | 35             |
| Bulgaria (IFPI)                        | 1              |
| Brazil (Billboard Brasil Hot 100)      | 26             |
| Brazil Hot Pop Songs                   | 5              |
| Canada (Canadian Hot 100)              | 4              |
| Cehia (Rádio Top 100)                  | 14             |
| Cehia (Singles Digitál Top 100)        | 90             |
| Croatia (Airplay Radio Chart)          | 1              |
| Danemarca (Tracklisten)                | 4              |
| Europe (Euro Digital Songs)            | 1              |
| Finlanda (Suomen virallinen lista)     | 12             |
| Franța (SNEP)                          | 15             |
| Germania (Media Control Charts)        | 2              |
| Ungaria (Rádiós Top 40)                | 2              |
| Ungaria (Single Top 20)                | 6              |
| Irlanda (IRMA)                         | 5              |
| Italia (FIMI)                          | 14             |
| Lebanon (The Official Lebanese Top 20) | 1              |
| Luxembourg (Billboard)                 | 6              |
| Mexico Ingles Airplay (Billboard)      | 6              |
| Olanda (Dutch Top 40)                  | 7              |
| Noua Zeelandă (Recorded Music NZ)      | 7              |
| Norvegia (VG-lista)                    | 7              |
| Polonia (Polish Airplay Top 20)        | 1              |
| Polonia (Dance Top 50)                 | 22             |
| Portugal (Billboard)                   | 10             |
| Scoția (Official Charts Company)       | 1              |
| Slovacia (Rádio Top 100)               | 3              |
| South Africa (EMA)                     | 2              |
| South Korea Gaon International Chart   | 3              |
| Spania (PROMUSICAE)                    | 19             |
| Suedia (Sverigetopplistan)             | 16             |
| Elveția (Schweizer Hitparade)          | 5              |
| Ukraine (FDR Pop Singles)              | 12             |
| UK Singles (Official Charts Company)   | 1              |
| UK R&B (Official Charts Company)       | 1              |
| US Billboard Hot 100                   | 2              |
| US Adult Contemporary (Billboard)      | 3              |
| US Adult Top 40 (Billboard)            | 1              |
| US Hot R&B/Hip-Hop Airplay (Billboard) | 30             |
| US Mainstream Top 40 (Billboard)       | 1              |
| US Rhythmic (Billboard)                | 1              |

| Top (2013)                             | Poziție |
| -------------------------------------- | ------- |
| Australia (ARIA)                       | 47      |
| Australia Urban (ARIA)                 | 12      |
| Austria (Ö3 Austria Top 40)            | 42      |
| Belgium (Ultratop 50 Flanders)         | 66      |
| Belgium (Ultratop Flanders Urban)      | 17      |
| Belgium (Ultratop 50 Wallonia)         | 78      |
| Canada (Canadian Hot 100)              | 16      |
| Croatia (Airplay Radio Chart)          | 7       |
| Denmark (Tracklisten)                  | 15      |
| Germany (Media Control AG)             | 16      |
| Italy (FIMI)                           | 50      |
| Ireland (IRMA)                         | 15      |
| Israel (Media Forest)                  | 7       |
| Hungary (Rádiós Top 40)                | 19      |
| Lebanon (The Official Lebanese Top 20) | 6       |
| Moldova (Media Forest)                 | 12      |
| Netherlands (Dutch Top 40)             | 32      |
| Netherlands (Mega Single Top 100)      | 41      |
| New Zealand (Recorded Music NZ)        | 20      |
| South Korea (Gaon International Chart) | 61      |
| Sweden (Sverigetopplistan)             | 45      |
| Switzerland (Schweizer Hitparade)      | 26      |
| UK Singles (Official Charts Company)   | 10      |
| US Adult Contemporary (Billboard)      | 10      |
| US Billboard Hot 100                   | 6       |
| US Mainstream Top 40 (Billboard)       | 6       |

## Certificații
| Regiune | Certificări | Vânzări                                                                      |
| --- | ----------- | ---------------------------------------------------------------------------- |
| Australia (ARIA)                                                                                           | 2× Platină  | 140,000^                                                                     |
| Canada (Music Canada)                                                                                      | 2× Platină  | 140,000^                                                                     |
| Danemarca (IFPI Denmark)                                                                                   | Platină     | 160,000^                                                                     |
| Germania (BVMI)                                                                                            | Platină     | 300,000^                                                                     |
| Italia (FIMI)                                                                                              | Platină     | 30,000*                                                                      |
| Mexic (AMPROFON)                                                                                           | Platină     | 60,000^                                                                      |
| Noua Zeelandă (RMNZ)                                                                                       | Platină     | 15,000*                                                                      |
| Suedia (GLF)                                                                                               | Platină     | 40,000x                                                                      |
| Elveția (IFPI Switzerland)                                                                                 | Platină     | 30,000x                                                                      |
| Regatul Unit (BPI)                                                                                         | Platină     | 600,000^                                                                     |
| Statele Unite (RIAA)                                                                                       | 2× Platină  | 3,000,000 On the Canadian Hot 100, the single reached a peak of number four. |
| *cifrele de vânzări sunt bazate pe un singur certificat ^cifrele cargo sunt bazate pe un singur certificat |             |                                                                              |

## Premii
| An   | Ceremonie               | Premiu                    | Rezultat     |
| ---- | ----------------------- | ------------------------- | ------------ |
| 2013 | Teen Choice Awards      | Choice Love Song          | Nominalizare |
| 2013 | MTV Video Music Awards  | Video of the Year         | Câștigat     |
| 2013 | MTV Video Music Awards  | Best Male Video           | Nominalizare |
| 2013 | MTV Video Music Awards  | Best Pop Video            | Nominalizare |
| 2013 | MTV Video Music Awards  | Best Editing in a Video   | Câștigat     |
| 2013 | MTV Europe Music Awards | Best Video                | Nominalizare |
| 2014 | Grammy Awards           | Best Pop Solo Performance | Nominalizare |

## Datele lansării
| Țară          | Dată              | Format                         | Casa de discuri |
| ------------- | ----------------- | ------------------------------ | --------------- |
| Canada        | 11 februarie 2013 | versiune digitală              | Sony            |
| Franța        | 11 februarie 2013 | versiune digitală              | Sony            |
| Germania      | 11 februarie 2013 | versiune digitală              | Sony            |
| Irlanda       | 11 februarie 2013 | versiune digitală              | Sony            |
| Țările de Jos | 11 februarie 2013 | versiune digitală              | Sony            |
| Norvegia      | 11 februarie 2013 | versiune digitală              | Sony            |
| Noua Zeelandă | 11 februarie 2013 | versiune digitală              | Sony            |
| Singapore     | 11 februarie 2013 | versiune digitală              | Sony            |
| Spania        | 11 februarie 2013 | versiune digitală              | Sony            |
| Suedia        | 11 februarie 2013 | versiune digitală              | Sony            |
| Regatul Unit  | 11 februarie 2013 | versiune digitală              | RCA             |
| SUA           | 11 februarie 2013 | versiune digitală              | RCA             |
| Germania      | 1 martie 2013     | CD single                      | Sony            |
| Franța        | 13 martie 2013    | Versiune digitală (Radio Edit) | Sony            |
| Spania        | 13 martie 2013    | Versiune digitală (Radio Edit) | Sony            |
| SUA           | 13 martie 2013    | Versiune digitală (Radio Edit) | RCA             |
| Italia        | 12 aprilie 203    | Contemporary hit radio         | Sony            |
| SUA           | 16 aprilie 2013   | Contemporary hit radio         | RCA             |
| SUA           | 16 aprilie 2013   | radio ritmic                   | RCA             |
| SUA           | 22 aprilie 2013   | Adult contemporary radio       | RCA             |
| SUA           | 14 mai 2013       | Urban contemporary radio       | RCA             |